# イケメン
イケメンは、優れた容姿の男性、特に美しい顔立ちの男性のことを指す俗語である。美男、美男子、ハンサム、二枚目に同じ。

## 概要
1990年代中頃からゲイ雑誌などの男性同性愛コミュニティでは、同性愛者に人気のある男性のことを「魅力的な」を意味する俗語「イケる」「イケてる」と「男性向けの」を意味する英語「メンズ」とを組み合わせて「イケるメンズ」「イケてるメンズ」などと呼んでいた。
その後、女性向けファッション雑誌『egg』において、編集者の矢野智子が魅力的な男性について特集する「クリクリ矢野のイケてるメンズ」というコーナーを開始し、1999年に同コーナーの略称として「イケメン」が使用された。これが転じて、同コーナーに掲載されるような魅力的な男性それ自体をイケメンと呼ぶようになり、また同誌の男性版『Men's egg』においても当たり前のように使われるようになった。
2000年の『現代用語の基礎知識』に「イケメン」が収録された。
2008年の広辞苑第六版に「イケメン」が収録された。
動画配信サービス「ニコニコ動画（9）」が視聴者を対象に行った「ネット流行語大賞2009＆ケータイ流行語大賞2009 ニコ動調査」のアンケート結果において、金賞は「※ただしイケメンに限る」に決定された。
かっこいい顔立ちではなく且つオシャレをしている人の顔がかっこいいのかとオシャレによって見当違いをさせられた人のことを｢雰囲気イケメン｣と呼んだり、優しい行為をした顔がかっこよくない人を｢心がイケメン｣と呼ぶ例が現れている。

## ドラマ
日本では、2000年に『行け行けイケメン!』、2007年に『花ざかりの君たちへ～イケメン♂パラダイス～』（2011年にリメイク版『花ざかりの君たちへ～イケメン☆パラダイス～2011』）が放送された。
韓国では、2009年に『美男ですね（イケメンですね）』が放送され、2011年には日本リメイク版としても同名ドラマ（読みも同じ）が放送された。